# Altenstadt (Hessen)
Altenstadt ist eine Gemeinde im hessischen Wetteraukreis. Durch die Gemeinde fließt die Nidder, in die bei Lindheim der aus dem Büdinger Raum kommende Seemenbach mündet.

## Geografie
Altenstadt liegt naturräumlich in der Heldenbergener Wetterau.

### Nachbargemeinden
Altenstadt grenzt im Norden an die Stadt Florstadt und Gemeinde Glauburg, im Osten an die Stadt Büdingen, im Südosten an die Gemeinde Limeshain (alle vier im Wetteraukreis), im Südwesten an die Stadt Nidderau (Main-Kinzig-Kreis), sowie im Westen an die Stadt Niddatal (Wetteraukreis).

### Gemeindegliederung
Zur Gemeinde gehören seit der Gebietsreform in Hessen die Ortsteile Altenstadt, Heegheim, Höchst an der Nidder, Lindheim, Enzheim, Oberau, Rodenbach und Waldsiedlung. Außerdem gehören zur Gemeinde Altenstadt noch das etwas außerhalb liegende Kloster Engelthal und Oppelshausen, das aus einigen Häusern und einem großen Golfplatz besteht.

## Geschichte

### Urgeschichte
Die ältesten sicheren Besiedlungsspuren stammen aus der Jungsteinzeit (Neolithikum) und deuten auf die Anwesenheit von Menschen im Mittel- und Jungneolithikum, vermutlich auch während des Endneolithikums, hin. Zwei Scherben aus dem Areal des römischen Militärlagers (siehe unten) könnten aus der Mittleren Bronzezeit („Hügelgräberkultur“) stammen; eine intensivere Besiedlung ist aber erst wieder für die späte Bronzezeit („Urnenfelderkultur“) belegt. Für die Eisenzeit erbrachten wiederum die Grabungen im römischen Kastell Hinweise auf menschliche Anwesenheit in dem Gebiet. Die meisten der dabei gefundenen Keramikfragmente stammen aus der späten Latènezeit, also der letzten Phase der Eisenzeit.
Die Funde sind zwar – möglicherweise aus forschungsgeschichtlichen Gründen – nicht besonders zahlreich, decken aber relativ gleichmäßig weite Teile der Vorgeschichte ab und deuten damit auf eine sehr lange und weitgehend kontinuierliche Siedlungsgeschichte hin. Dies könnte auch durch einige naturräumliche Merkmale Altenstadts bedingt sein, das auf leicht abschüssigem, dadurch gut entwässertem und für Bautätigkeit geeignetem Gelände liegt, gleichzeitig aber durch die Nidder und einen ihr zufließenden Bach eine gute Wasserversorgung aufweist. Entlang der Nidder dürfte zudem bereits in vorgeschichtlicher Zeit eine Wegverbindung gelegen haben, die die Wetterau durchquerte und zum Glauberg als wichtigem prähistorischen Siedlungsplatz hinführte.

### Römische Zeit
Seit dem frühen 2. Jahrhundert war Altenstadt als römischer Militärstützpunkt Teil des Obergermanisch-Raetischen Limes (siehe Hauptartikel Kastell Altenstadt). Bereits zuvor, im späten 1. Jahrhundert, hatten sich an gleicher Stelle nacheinander zwei kleinere Militärlager des römischen Heeres befunden, die mit einer Holz-Erde-Umwehrung und einem Graben geschützt waren. Nachdem der Platz dann fest in das römische Grenzsystem einbezogen worden war, wurde dort ein Numerus stationiert. Die Soldaten lebten zunächst in einem knapp einem Hektar großen rechteckigen Kastell, das mit einer Umwehrung aus Holz und Erde und einem Graben umgeben war. Freigelegt wurden aus dieser Phase ein Eckturm, ein mögliches Mannschaftsgebäude und ein Badegebäude. Wohl um 135 n. Chr. wurde das Kastell niedergelegt und durch einen Nachfolger an gleicher Stelle ersetzt. Dieser hatte mehr als 1 ha Größe und eine Umwehrung aus Grassoden. Die Anlage besaß vier Tore, Ecktürme und war umgeben von einem Graben. Allerdings war sie nicht ganz von rechteckiger Form, sondern die Umwehrung sprang an mindestens zweien der Tore hakenförmig vor. An Innenbauten sind ein unterkellerter Vorratsbau und Reste des Stabsgebäudes (Principia), des Kommandantenhauses (Praetorium) und einer Mannschaftsbaracke bekannt.
Um das Jahr 150 wurde auch dieses Lager durch ein neues, nun 1,3 Hektar großes (132 m × 114 m) Kastell in Steinbauweise und von rechteckigem Grundriss ersetzt. Die neue Anlage wies vier Tore, Ecktürme und zahlreiche Zwischentürme auf und war von zwei Gräben umgeben, von denen allerdings einer irgendwann zugeschüttet wurde. Von der Innenbebauung kennt man ein Wasserbecken und Reste der Principia, des mutmaßlichen Kommandantenhauses, von Mannschaftsbaracken und weiteren Gebäuden. Das Lagerdorf erstreckte sich nach allen Seiten. Das Kastell wurde zweimal zerstört: in der zweiten Hälfte des 2. Jahrhunderts und bei dem germanischen Einfall um 233 n. Chr., der weite Teile der Wetterau in Mitleidenschaft zog. Ein Inschriftenstein aus dem Jahr 242 n. Chr., der bereits 1603 aus einem Brunnen geborgen wurde, lässt vermuten, dass das Kastell über die zweite Zerstörung hinaus bis zum Ende des Limes um das Jahr 260 n. Chr. besetzt war.
Die römischen Militäranlagen in Altenstadt hatten offensichtlich die Aufgabe, den wahrscheinlich schon vorrömischen Weg zu sperren, der an der Nidder entlang in den Vogelsberg und weiter nach Fulda führte, sowie den nur 5 km entfernten Glauberg zu überwachen, der in vorrömischer Zeit der Sitz eines Keltenfürsten gewesen war und auf dem nach dem Rückzug der Kelten die Germanen siedelten. Die Römer duldeten aber weder Kelten noch Germanen auf irgendwelchen Höhensiedlungen in oder am Rande ihres Herrschaftsbereiches. Heute ist das Kastellareal fast restlos überbaut. Die Geschichte der Fortifikation ist ziemlich kompliziert, da sie sich im Laufe der Jahre von einer kleinen Schanze zu einem größeren und dauerhaften Numeruskastell entwickelte.

### Mittelalter

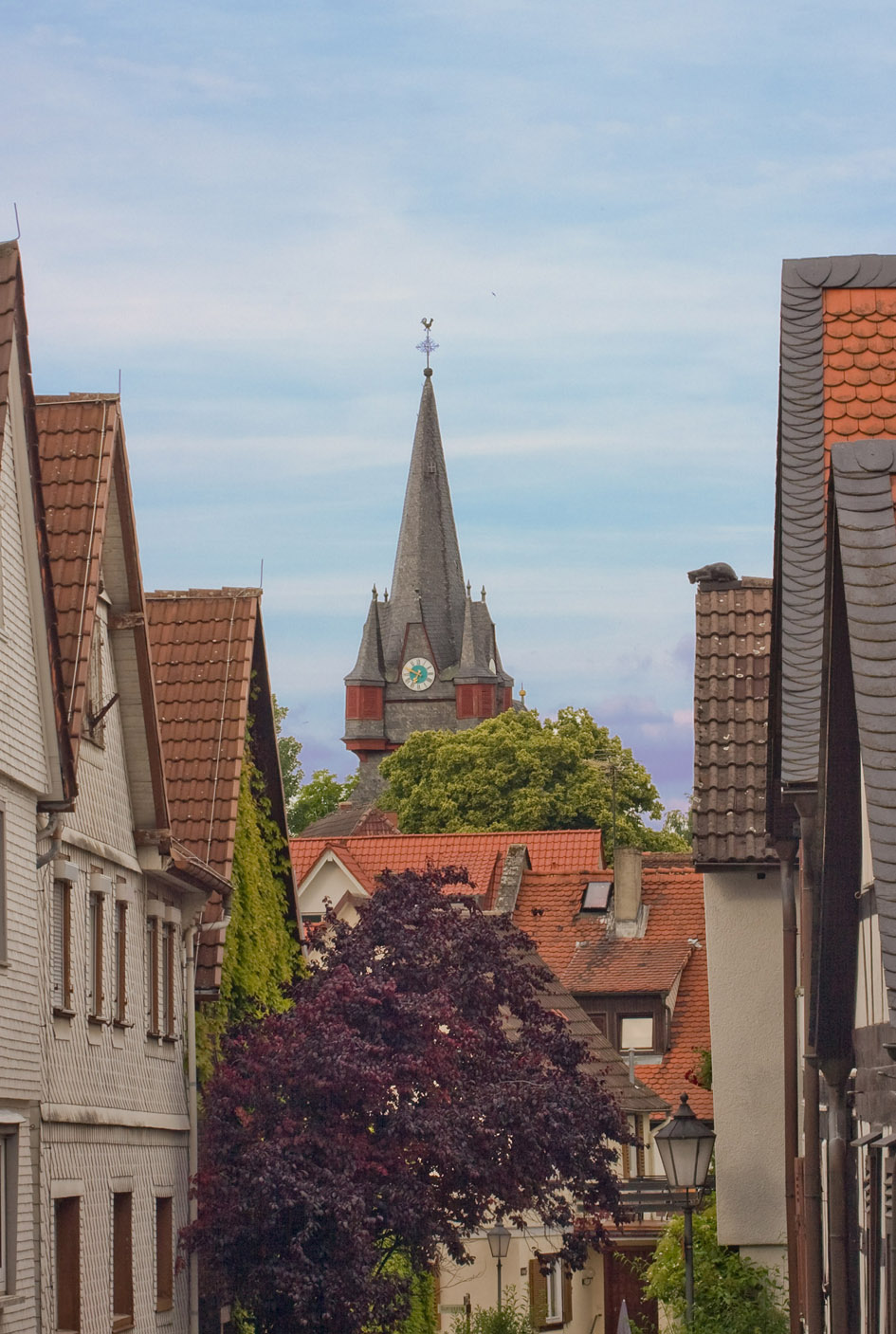
Blick auf die evangelische St.-Nikolai-Kirche

Die älteste erhaltene Erwähnung von Altenstadt stammt aus dem Lorscher Codex und vom Juni 767. Mittelalterliche Schreibweisen waren: Aldenstat, Altunstaten und Aldunstater marca. Altenstadt ist so die Gemeinde Oberhessens mit der frühesten erhaltenen Erwähnung.
Sie gehörte im Heiligen Römischen Reich zum Freigericht Kaichen, das im 15. Jahrhundert unter die Herrschaft der Burggrafschaft Friedberg kam. Mit dieser fiel es 1806 an Hessen-Darmstadt.

### Neuzeit
In Altenstadt galt das Partikularrecht des Freigerichts Kaichen, die Friedberger Polizeiordnung. 1679 wurde sie erneuert und gedruckt. Damit ist sie zum ersten Mal schriftlich fassbar. Sie behandelte überwiegend Verwaltungs-, Polizei- und Ordnungsrecht. Insofern blieb für den weiten Bereich des Zivilrechts das Solmser Landrecht die Hauptrechtsquelle. Das Gemeine Recht galt darüber hinaus, wenn all diese Regelungen für einen Sachverhalt keine Bestimmungen enthielten. Diese Rechtslage blieb auch im 19. Jahrhundert geltendes Recht, nachdem Altenstadt an das Großherzogtum Hessen übergegangen war. Erst das Bürgerliche Gesetzbuch vom 1. Januar 1900, das einheitlich im ganzen Deutschen Reich galt, setzte dieses alte Partikularrecht außer Kraft.
Ab 1935 wurde bis Ende des Zweiten Weltkriegs auf dem Gebiet des heutigen Ortsteils Waldsiedlung ein Militärflugplatz der Wehrmacht errichtet und unterhalten.
Hessische Gebietsreform (1970–1977)
Im Zuge der Gebietsreform in Hessen fusionierten zum 1. Oktober 1971 die bis dahin selbständigen Gemeinden Altenstadt, Höchst a. d. Nidder und Oberau freiwillig zur erweiterten Gemeinde Altenstadt. Am 31. Dezember 1971 kamen Heegheim und Lindheim hinzu. Rodenbach folgte am 1. August 1972 kraft Landesgesetz. Ebenfalls zum 1. August 1972 wurde der Landkreis Büdingen aufgelöst und Altenstadt dem neuen Wetteraukreis zugeordnet. Für alle Ortsteile wurde je ein Ortsbezirk gebildet.

### Verwaltungsgeschichte im Überblick
Die folgende Liste zeigt die Staaten und Verwaltungseinheiten, denen Altenstadt angehört(e):

- 767: Fränkisches Reich, Wettereiba (in pago Wettereiba)
- vor 1806: Heiliges Römisches Reich, Burggrafschaft Friedberg, Grafschaft Kaichen, Amt Altenstadt
- ab 1806: Großherzogtum Hessen (Souveränitätslande),[Anm. 2], Fürstentum Oberhessen, Amt Altenstadt (Souveränität beim Großherzog, aber Eigentum des Burggrafen bis zu dessen Ableben)
- ab 1817: Großherzogtum Hessen, Provinz Oberhessen, Amt Altenstadt[14]
- ab 1821: Großherzogtum Hessen, Provinz Oberhessen, Landratsbezirk Vilbel[15][Anm. 3]
- ab 1832: Großherzogtum Hessen, Provinz Oberhessen,  Kreis Friedberg
- ab 1848: Großherzogtum Hessen, Regierungsbezirk Friedberg
- ab 1852: Großherzogtum Hessen, Provinz Oberhessen, Kreis Vilbel
- ab 1867: Norddeutscher Bund, Großherzogtum Hessen, Provinz Oberhessen, Kreis Vilbel
- ab 1871: Deutsches Reich, Großherzogtum Hessen, Provinz Oberhessen, Kreis Vilbel
- ab 1874: Deutsches Reich, Großherzogtum Hessen, Provinz Oberhessen, Kreis Büdingen
- ab 1918: Deutsches Reich, Volksstaat Hessen, Provinz Oberhessen, Kreis Büdingen
- ab 1938: Deutsches Reich, Volksstaat Hessen, Kreis Büdingen[16][Anm. 4]
- ab 1945: Deutsches Reich, Amerikanische Besatzungszone,[Anm. 5] Groß-Hessen, Regierungsbezirk Darmstadt, Kreis Büdingen
- ab 1946: Deutsches Reich, Amerikanische Besatzungszone, Hessen, Regierungsbezirk Darmstadt, Kreis Büdingen
- ab 1949: Bundesrepublik Deutschland, Hessen, Regierungsbezirk Darmstadt, Kreis Büdingen
- ab 1972: Bundesrepublik Deutschland, Hessen, Regierungsbezirk Darmstadt, Wetteraukreis

## Bevölkerung

### Einwohnerstruktur 2011
Nach den Erhebungen des Zensus 2011 lebten am Stichtag, dem 9. Mai 2011, in Altenstadt 11.865 Einwohner. Darunter waren 923 (7,7 %) Ausländer, von denen 304 aus dem EU-Ausland, 427 aus anderen europäischen Ländern und 205 aus anderen Staaten kamen. (Bis zum Jahr 2020 erhöhte sich die Ausländerquote auf 12,4 %.) Nach dem Lebensalter waren 2178 Einwohner unter 18 Jahren, 5160 waren zwischen 18 und 49, 2523 zwischen 50 und 64 und 2004 Einwohner waren älter. Die Einwohner lebten in 6004 Haushalten. Davon waren 1443 Singlehaushalte, 1428 Paare ohne Kinder und 1560 Paare mit Kindern, sowie 471 Alleinerziehende und 102 Wohngemeinschaften. In 864 Haushalten lebten ausschließlich Senioren und in 3570 Haushaltungen leben keine Senioren.

### Einwohnerentwicklung
| Altenstadt: Einwohnerzahlen von 1834 bis 2020 | Altenstadt: Einwohnerzahlen von 1834 bis 2020 | Altenstadt: Einwohnerzahlen von 1834 bis 2020 | Altenstadt: Einwohnerzahlen von 1834 bis 2020 | Altenstadt: Einwohnerzahlen von 1834 bis 2020 |
| --- | --------------------------------------------- | --------------------------------------------- | --------------------------------------------- | --------------------------------------------- |
| Jahr |                                               |                                               |                                               | Einwohner                                     |
| 1834 | 1834                                          |                                               | 1.149                                         | 1.149                                         |
| 1840 | 1840                                          |                                               | 1.200                                         | 1.200                                         |
| 1846 | 1846                                          |                                               | 1.216                                         | 1.216                                         |
| 1852 | 1852                                          |                                               | 1.195                                         | 1.195                                         |
| 1858 | 1858                                          |                                               | 1.199                                         | 1.199                                         |
| 1864 | 1864                                          |                                               | 1.150                                         | 1.150                                         |
| 1871 | 1871                                          |                                               | 1.106                                         | 1.106                                         |
| 1875 | 1875                                          |                                               | 1.051                                         | 1.051                                         |
| 1885 | 1885                                          |                                               | 1.001                                         | 1.001                                         |
| 1895 | 1895                                          |                                               | 1.161                                         | 1.161                                         |
| 1905 | 1905                                          |                                               | 1.200                                         | 1.200                                         |
| 1910 | 1910                                          |                                               | 1.217                                         | 1.217                                         |
| 1925 | 1925                                          |                                               | 1.318                                         | 1.318                                         |
| 1939 | 1939                                          |                                               | 1.346                                         | 1.346                                         |
| 1946 | 1946                                          |                                               | 2.065                                         | 2.065                                         |
| 1950 | 1950                                          |                                               | 2.204                                         | 2.204                                         |
| 1956 | 1956                                          |                                               | 2.091                                         | 2.091                                         |
| 1961 | 1961                                          |                                               | 2.303                                         | 2.303                                         |
| 1967 | 1967                                          |                                               | 2.919                                         | 2.919                                         |
| 1970 | 1970                                          |                                               | 3.151                                         | 3.151                                         |
| 1973 | 1973                                          |                                               | 7.803                                         | 7.803                                         |
| 1975 | 1975                                          |                                               | 8.141                                         | 8.141                                         |
| 1980 | 1980                                          |                                               | 8.755                                         | 8.755                                         |
| 1985 | 1985                                          |                                               | 9.107                                         | 9.107                                         |
| 1990 | 1990                                          |                                               | 10.175                                        | 10.175                                        |
| 1995 | 1995                                          |                                               | 11.739                                        | 11.739                                        |
| 2000 | 2000                                          |                                               | 12.280                                        | 12.280                                        |
| 2005 | 2005                                          |                                               | 12.180                                        | 12.180                                        |
| 2010 | 2010                                          |                                               | 11.938                                        | 11.938                                        |
| 2015 | 2015                                          |                                               | 11.859                                        | 11.859                                        |
| 2020 | 2020                                          |                                               | 12.363                                        | 12.363                                        |
| Datenquelle: Historisches Gemeindeverzeichnis für Hessen: Die Bevölkerung der Gemeinden 1834 bis 1967. Wiesbaden: Hessisches Statistisches Landesamt, 1968. Weitere Quellen: LAGIS; Hessisches Statistisches Informationssystem; Zensus 2011 Nach 1970 einschließlich der im Zuge der Gebietsreform in Hessen eingegliederten Orte. |                                               |                                               |                                               |                                               |

### Historische Religionszugehörigkeit
| • 1961: | 1676 evangelische (= 72,77 %), 592 katholische (= 25,71 %) Einwohner                           |
| • 1987: | 5531 evangelische (= 60,9 %), 2026 katholische (= 22,3 %), 1529 sonstige (= 16,8 %) Einwohner  |
| • 2011: | 5355 evangelische (= 45,15 %), 2146 katholische (= 18,1 %), 4364 sonstige (= 36,8 %) Einwohner |

## Politik

### Gemeindevertretung
Die Kommunalwahl am 14. März 2021 lieferte folgendes Ergebnis, in Vergleich gesetzt zu früheren Kommunalwahlen:
| Sitzverteilung in der Gemeindevertretung 2021Insgesamt 37 Sitze - SPD: 9 - Grüne: 7 - FDP: 4 - FWG: 4 - CDU: 10 - NPD: 3 | Parteien und Wählergemeinschaften | Parteien und Wählergemeinschaften           | 2021  | 2021  | 2016  | 2016  | 2011  | 2011  | 2006  | 2006  | 2001  | 2001  |
| Sitzverteilung in der Gemeindevertretung 2021Insgesamt 37 Sitze - SPD: 9 - Grüne: 7 - FDP: 4 - FWG: 4 - CDU: 10 - NPD: 3 | Parteien und Wählergemeinschaften | Parteien und Wählergemeinschaften           | %     | Sitze | %     | Sitze | %     | Sitze | %     | Sitze | %     | Sitze |
| Sitzverteilung in der Gemeindevertretung 2021Insgesamt 37 Sitze - SPD: 9 - Grüne: 7 - FDP: 4 - FWG: 4 - CDU: 10 - NPD: 3 | CDU                               | Christlich Demokratische Union Deutschlands | 28,3  | 10    | 25,5  | 9     | 32,8  | 12    | 35,9  | 13    | 37,9  | 14    |
| Sitzverteilung in der Gemeindevertretung 2021Insgesamt 37 Sitze - SPD: 9 - Grüne: 7 - FDP: 4 - FWG: 4 - CDU: 10 - NPD: 3 | SPD                               | Sozialdemokratische Partei Deutschlands     | 23,1  | 9     | 27,3  | 10    | 33,8  | 13    | 40,7  | 15    | 40,8  | 15    |
| Sitzverteilung in der Gemeindevertretung 2021Insgesamt 37 Sitze - SPD: 9 - Grüne: 7 - FDP: 4 - FWG: 4 - CDU: 10 - NPD: 3 | Grüne                             | Bündnis 90/Die Grünen                       | 19,6  | 7     | 14,0  | 5     | 17,4  | 6     | 7,1   | 3     | 5,6   | 2     |
| Sitzverteilung in der Gemeindevertretung 2021Insgesamt 37 Sitze - SPD: 9 - Grüne: 7 - FDP: 4 - FWG: 4 - CDU: 10 - NPD: 3 | FWG                               | Freie Wählergemeinschaft Altenstadt         | 10,6  | 4     | 16,3  | 6     | 10,2  | 4     | 11,3  | 4     | 15,7  | 6     |
| Sitzverteilung in der Gemeindevertretung 2021Insgesamt 37 Sitze - SPD: 9 - Grüne: 7 - FDP: 4 - FWG: 4 - CDU: 10 - NPD: 3 | FDP                               | Freie Demokratische Partei                  | 9,4   | 4     | 7,0   | 3     | 4,6   | 2     | 4,1   | 2     | —     | —     |
| Sitzverteilung in der Gemeindevertretung 2021Insgesamt 37 Sitze - SPD: 9 - Grüne: 7 - FDP: 4 - FWG: 4 - CDU: 10 - NPD: 3 | NPD                               | Nationaldemokratische Partei Deutschlands   | 8,5   | 3     | 10,0  | 4     | 1,2   | 0     | 0,8   | 0     | —     | —     |
| Sitzverteilung in der Gemeindevertretung 2021Insgesamt 37 Sitze - SPD: 9 - Grüne: 7 - FDP: 4 - FWG: 4 - CDU: 10 - NPD: 3 | PARTEI                            | Die PARTEI                                  | 0,5   | 0     | —     | —     | —     | —     | —     | —     | —     | —     |
| Sitzverteilung in der Gemeindevertretung 2021Insgesamt 37 Sitze - SPD: 9 - Grüne: 7 - FDP: 4 - FWG: 4 - CDU: 10 - NPD: 3 | Gesamt                            | Gesamt                                      | 100,0 | 37    | 100,0 | 37    | 100,0 | 37    | 100,0 | 37    | 100,0 | 37    |
| Sitzverteilung in der Gemeindevertretung 2021Insgesamt 37 Sitze - SPD: 9 - Grüne: 7 - FDP: 4 - FWG: 4 - CDU: 10 - NPD: 3 | Wahlbeteiligung in %              | Wahlbeteiligung in %                        | 53,0  | 53,0  | 49,7  | 49,7  | 41,8  | 41,8  | 51,8  | 51,8  | 47,6  | 47,6  |

Aufsehen erregte im September 2019 die Wahl von Stefan Jagsch (NPD) zum Ortsvorsteher von Altenstadt-Waldsiedlung durch Stimmen der SPD, CDU und FDP. Vorausgegangen war dem, dass der bisherige Ortsvorsteher Klaus Dietrich (FDP) aus Verärgerung über die fehlende Unterstützung des Gemeindevorstandes und der Gemeindevertretung von Altenstadt zurückgetreten war und sich kein anderer Kandidat fand.

### Bürgermeister
Nach der hessischen Kommunalverfassung wird der Bürgermeister für eine sechsjährige Amtszeit gewählt, seit dem Jahr 1993 in einer Direktwahl, und ist Vorsitzender des Gemeindevorstands, dem in der Gemeinde Altenstadt neben dem Bürgermeister ehrenamtlich ein Erster Beigeordneter und sieben weitere Beigeordnete angehören. Bürgermeister ist seit dem 1. Oktober 2024 der parteiunabhängige Dominic Imhof. Er wurde als Nachfolger von Norbert Syguda (SPD), der nach vier Amtszeiten nicht wieder kandidiert hatte, am 30. Juni 2024 in einer Stichwahl bei 52,6 Prozent Wahlbeteiligung mit 61,4 Prozent der Stimmen gewählt.
Amtszeiten der Bürgermeister
- 2024–2030 Dominic Imhof[29]
- 2000–2024 Norbert Syguda (SPD)[30]
- 1994–2000 Gerhard Lipp (SPD)
- 1978–1994 …

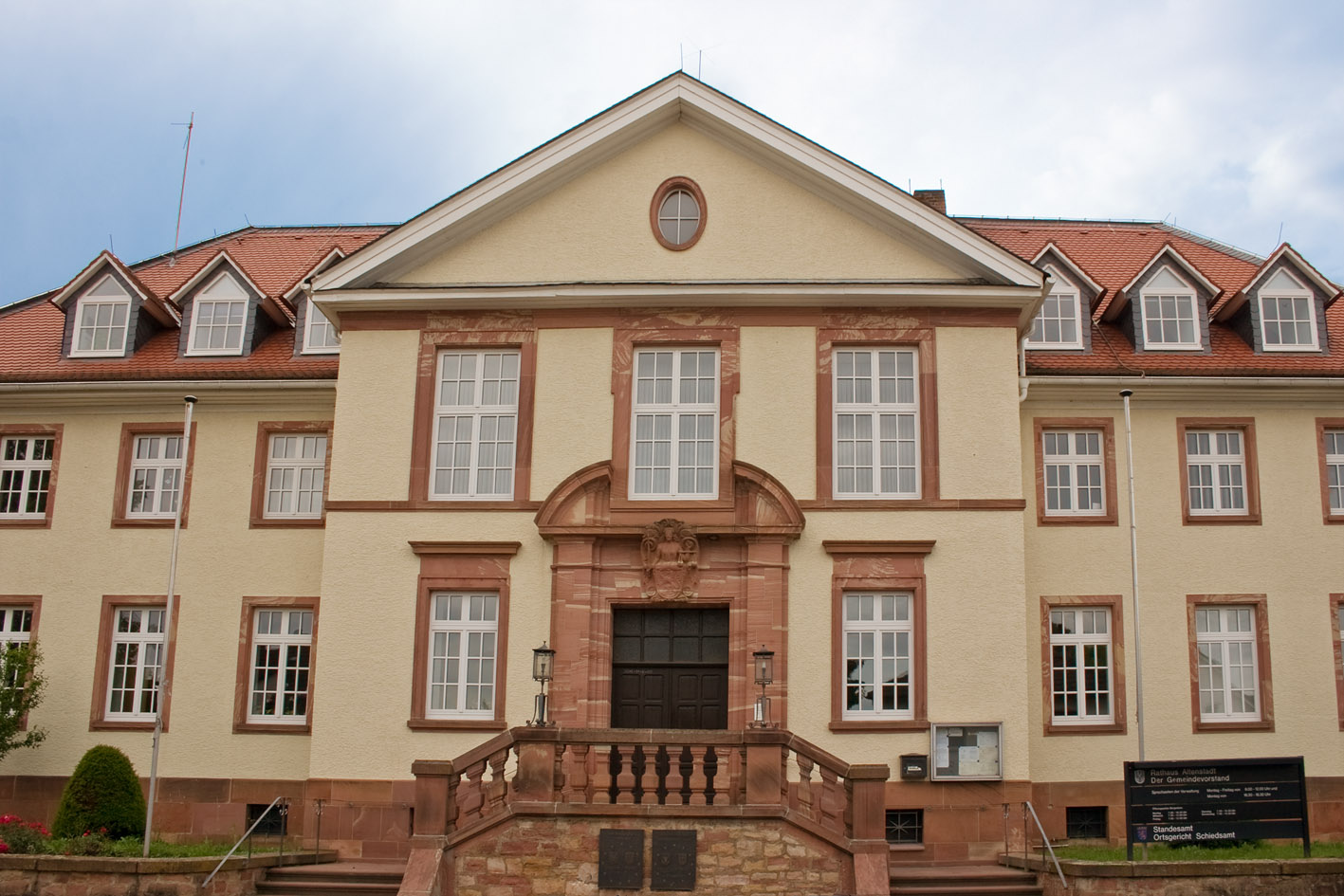
Rathaus

- 1961–1978 Hans Helmut Rose (SPD) (1923–2011)[33]
- 1945–1960 Fritz Kreß (SPD) (1896–1960)

| Jahr           | Wahlbeteili- gung in % | Kandidaten                | Partei | Stimmen in % |
| -------------- | ---------------------- | ------------------------- | ------ | ------------ |
| 2024 Stichwahl | 52,6                   | Dominic Imhof             |        | 61,4         |
| 2024 Stichwahl | 52,6                   | Sven Müller-Winter        | CDU    | 38,6         |
| 2018           | 44,8                   | Norbert Syguda            | SPD    | 63           |
| 2018           | 44,8                   | Natascha Baumann          |        | 37,2         |
| 2018           | 44,8                   | Stefan Jagsch             | NPD    | 06,0         |
| 2012           | 47,9                   | Norbert Syguda            | SPD    | 74,0         |
| 2012           | 47,9                   | Sabine Lipp               | CDU    | 23,4         |
| 2012           | 47,9                   | Daniel Knebel             | NPD    | 02,6         |
| 2006           | 52,0                   | Norbert Syguda            | SPD    | 64,3         |
| 2006           | 52,0                   | Hartmut Kinzer            | CDU    | 32,1         |
| 2006           | 52,0                   | Bergfeld                  | NPD    | 03,6         |
| 2000           | 48,7                   | Norbert Syguda            | SPD    | 59,5         |
| 2000           | 48,7                   | Maria Baumberger          | CDU    | 40,5         |
| 1994           | 55,5                   | Gerhard Lipp              | SPD    | 58,2         |
| 1994           | 55,5                   | Werner Zientz             | CDU    | 15,7         |
| 1994           | 55,5                   | Werner Neumann            | Grüne  | 09,3         |
| 1994           | 55,5                   | Albert Dieter Hoff        |        | 06,7         |
| 1994           | 55,5                   | Renate Künstler-Hardtmann |        | 00,5         |
| 1994           | 55,5                   | Udo Ehrenhardt            |        | 09,6         |

### Ortsbeiräte
Für alle Ortsteile und die Kerngemeinde besteht je ein Ortsbezirk mit Ortsbeirat und Ortsvorsteher nach Maßgabe der §§ 81 und 82 HGO und des Kommunalwahlgesetzes in der jeweils gültigen Fassung.
Die Ortsbezirke sind durch die Gebiete der Ortsteile abgegrenzt und bestehen aus fünf bis neun Mitgliedern. Der Ortsbezirk Lindheim umfasst auch den Ortsteil Enzheim.
Die Wahl des Ortsbeirats erfolgt im Rahmen der Kommunalwahlen. Der Ortsbeirat wählt eines seiner Mitglieder zum Ortsvorsteher bzw. zur Ortsvorsteherin. Zur Zusammensetzung siehe die jeweiligen Ortsteile.

### Ortsbeirat Ortsteil Altenstadt
Der Ortsbeirat besteht aus neuen Mitgliedern. Bei den Kommunalwahlen in Hessen 2021 betrug die Wahlbeteiligung zum Ortsbeirat 51,50 %. Dabei wurden gewählt: drei Mitglieder der CDU, je zwei Mitglieder der CDU und des Bündnis 90/Die Grünen sowie je ein Mitglied der FDP und der „Freien Wählergemeinschaft Altenstadt“ (FWG). Der Ortsbeirat wählte Daniela Vogler (CDU) zur Ortsvorsteherin.

### Wappen
| Wappen von Altenstadt | Blasonierung: „In Silber ein rotbewehrter schwarzer Adler, die Brust belegt mit einem goldenen A.“ |
| Wappen von Altenstadt | Wappenbegründung: Das Altstaetter Amtssiegel des 18. Jahrhunderts zeigt den einköpfigen Reichsadler, der in Verbindung mit dem Buchstaben A auch auf mehreren Grenzsteinen des 18. Jahrhunderts erscheint und (mit Herzschild) auch das Schild des seit 1667 bezeugten domanialen Gasthauses „Zum schwarzen Adler“ schmückt, da der Ort bis 1806 zum Freigericht Kaichen und mit ihm zur Reichsburg Friedberg gehörte. Um das Altenstädter Ortswappen von den zahlreichen anderen oberhessischen Adlerwappen zu unterscheiden, vereinigt das am 30. Oktober 1952 amtlich verliehene Wappen den einköpfigen Adler des Siegels mit dem Gemerke der Grenzsteine. |

### Partnerschaften
- Beauchamp, Département Val-d’Oise in Frankreich (seit 10. Mai 1997)
- Kazimierza Wielka, Polen (seit 2007)

## Kultur und Sehenswürdigkeiten
Naturdenkmäler

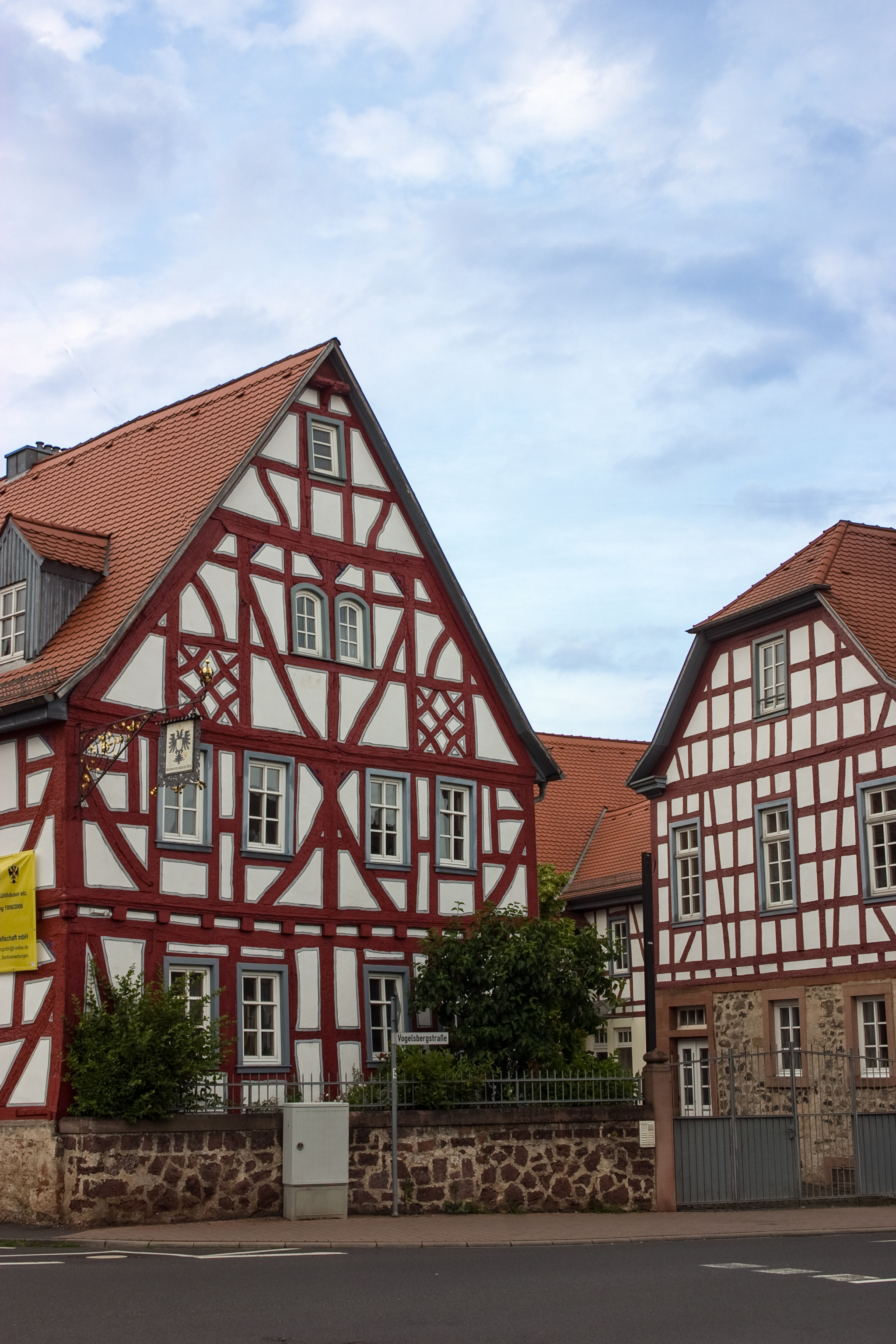
Das Gasthaus „Zum Schwarzen Adler“

Siehe dazu Liste der Naturdenkmäler in Altenstadt (Hessen)
Musik
- Fanfaren- und Spielmannszug Altenstadt

## Wirtschaft und Infrastruktur

### Verkehr

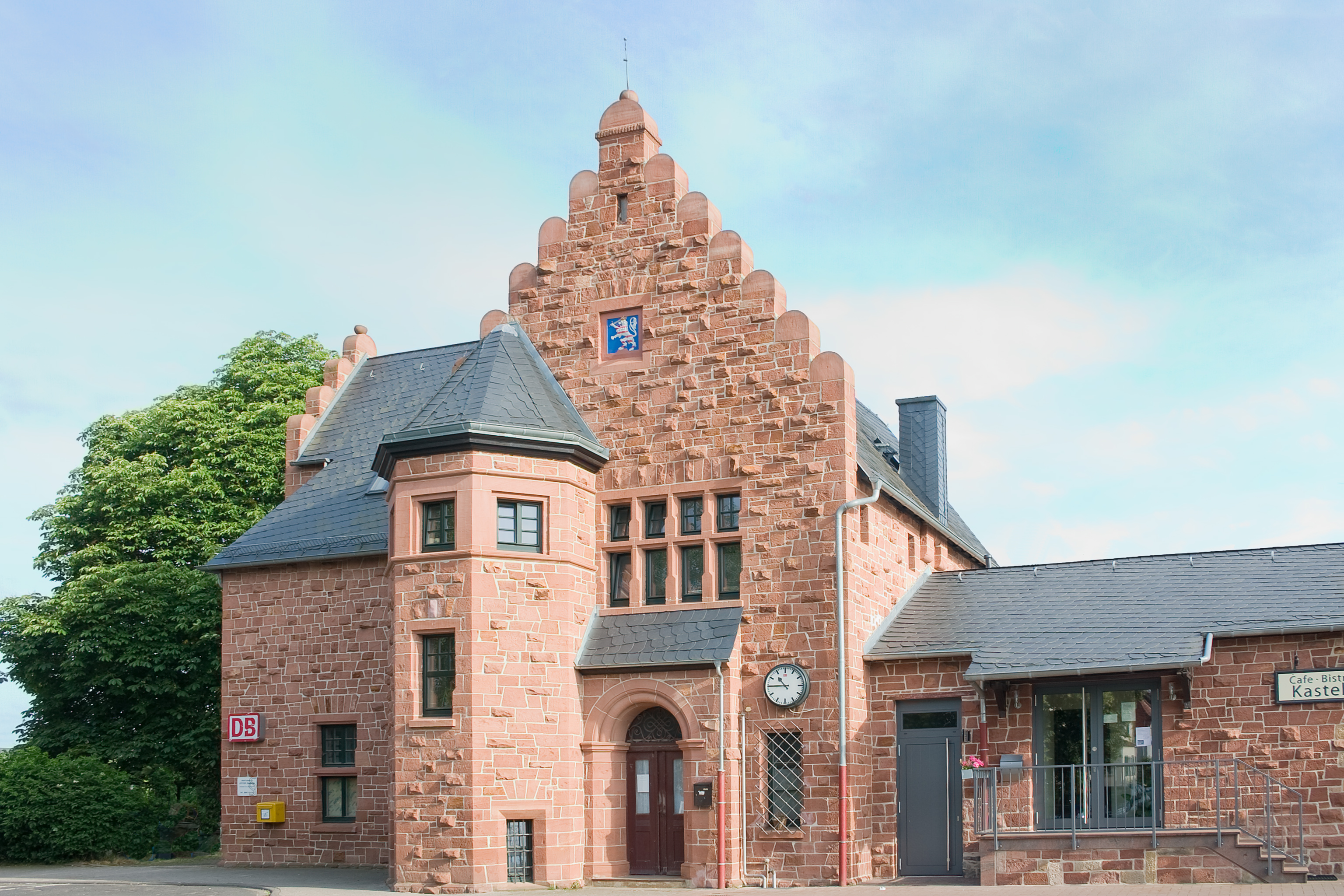
Empfangsgebäude des Bahnhofs Altenstadt

#### Straße
Altenstadt liegt an der Bundesstraße 521 von Büdingen nach Frankfurt am Main. Über das Autobahnnetz ist die Gemeinde erreichbar über die A 45 (Gießen–Hanau), Anschlussstelle Altenstadt.

#### Bahn
Altenstadt ist täglich erreichbar mit dem Zug über die Niddertalbahn (Stockheim–Bad Vilbel–Frankfurt am Main).
Die Stationen sind:
- Altenstadt (Hess), Bahnhof
- Altenstadt-Lindheim, Haltepunkt
- Altenstadt-Höchst, Haltepunkt

#### ÖPNV
Außerdem verkehren Buslinien unter anderem nach Hanau, Friedberg und Büdingen.
Den öffentlichen Personennahverkehr stellt die Verkehrsgesellschaft Oberhessen GmbH im Rahmen des Rhein-Main-Verkehrsverbundes sicher.

#### Radfernwege
- Der Vulkanradweg beginnt in Höchst und führt über Altenstadt, Lindheim und Enzheim weiter über die ehemalige Bahnstrecke von Stockheim nach Lauterbach (Hessen). Heute ist der Vulkanradweg Teil des Bahnradweg Hessen, der auf ehemaligen Bahntrassen ca. 250 km durch den Vogelsberg und die Rhön führt.
- Der Deutsche Limes-Radweg folgt dem Obergermanisch-Raetischen Limes über 818 km von Bad Hönningen am Rhein nach Regensburg an der Donau.

### Bildung
- Gesamtschule Limesschule Altenstadt
- verschiedene Grundschulen

## Persönlichkeiten

### Söhne und Töchter der Gemeinde
- Rudolf Ehrmann (1879–1963), deutsch-amerikanischer Internist und persönlicher Hausarzt Albert Einsteins
- Johann Peter Schäfer (1813–1902), Pädagoge und Sozialreformer
- Wilhelm Ludwig Köhler (1821–1908), Direktor des Landgerichts Darmstadt
- Eduard Köhler (1822–1882), Architekt und Baumeister
- Ernst Vowinkel (1823–1879), Landrat in Meisenheim
- Adolf Güngerich (1894–1966), Landrat in Worms und Simmern

### Mit der Gemeinde verbunden
- Friedel Münch (1927–2014), Konstrukteur und Hersteller der gleichnamigen Motorräder
- Boris Meinzer (* 1973) ist ein deutscher Comedian, lebt in Altenstadt-Oberau
- Timothy Chandler (* 1990), Fußballspieler, wuchs im Ortsteil Waldsiedlung auf und begann bei den Sportfreunden Oberau mit dem Fußballspielen.[38]
- Andre (Vega) Witter (* 1985), Rapper, wuchs sowohl in Altenstadt als auch in Frankfurt am Main auf.